# Goodbye Volcano High
Goodbye Volcano High è un videogioco d'avventura narrativa con elementi rhythm game. Annunciato l'11 giugno 2020, il gioco è stato sviluppato e distribuito dalla KO_OP il 29 agosto 2023, tre anni più tardi, per PlayStation 4, PlayStation 5 e Microsoft Windows.

## Trama
Ambientato in un mondo popolato da dinosauri antropomorfi, il gioco segue le vicende di Worm Drama, composta dalla cantante Fang (un pterodattilo genderqueer), dalla chitarrista Trish (un triceratopo) e dall batterista Reed (un velociraptor), insieme alla presidente del consiglio studentesco Naomi (un parasaurolofo) e a Naser, fratello di Fang. I cinque si avventurano tramite gli alti e i bassi nei loro ultimi anni al liceo Volcano High, e devono anche affrontare una possibile estinzione per mano di un asteroide.

## Modalità di gioco
Il gioco è diviso in due parti: nella parte narrativa si risponde ai dialoghi, mentre l'altra è accompagnata da minigiochi in stile rhythm game.

## Doppiaggio
- Fang: Lachlan Watson[4]
- Naser: Abe Bueno-Jallad
- Trish: Ozioma Akagha
- Reed: Mark Whitten
- Naomi: Allegra Clark

## Accoglienza
| Testata                          | Versione | Giudizio |
| -------------------------------- | -------- | -------- |
| Metacritic (media al 31-03-2024) | PC       | 82/100   |
| Metacritic (media al 31-03-2024) | PS5      | 81/100   |
| Eurogamer                        | Tutte    | [ 7 ]    |
| GamesRadar+                      | Tutte    | [ 8 ]    |
| Hardcore Gamer                   | Tutte    | 4/5      |

Il gioco ha ricevuto un'accoglienza positiva. Kyle LeClair di Hardcore Gamer ne ha lodato gli elementi rhythm game ("un livello perfetto di sfida") e la musica ("orecchiabile"), così come il design dei personaggi e la protagonista Fang. Rachel Watts di Rock Paper Shotgun ha dichiarato di "essersi divertita molto con la demo", al confronto con un altro videogioco d'avventura, Life Is Strange.